# Споменик Александру Пушкину
Споменик Александру Сергејевичу Пушкину један је од неколико споменика који се налазе у парку Ћирила и Методија, општина Звездара, у Београду.
Споменик је дело руског вајара Кузњецова Муромског и поклон је Савеза књижевника Русије и Руске Федерације граду Београду.
Висина споменика, са плинтом је два метра, а тежина 300 килограма. Открили су га ташадњи амбасадор Руске Федерације у Србији Александар Конузин и заменик градоначелника Београда Милан Кркобабић. Откривању споменика присуствовао је и митрополит је црногорско-приморски и администратор Епархије буеносајреске Амфилохије Радовић.
Одлуку о подизању споменик обележја Александру Сергејевичу Пушкину донела је Скупштина града Београда. Симболично, споменик оснивачу савременог руског језика налази се између споменика Ћирилу и Методију, оснивачима старословенске азбуке и између споменика Вуку Стефановићу Караџићу, реформатору и писцу првог речника српског језика. На скулптури, Александар Пушкин је представљен како држи перо и књигу .
Споменик је постављен 2009. године, 210 година од рођења Александра Сергејевича Пушкина.